# Список правителей Эстонии

В этой статье представлен список лиц, правивших ныне составляющими часть Эстонии землями.

## Древние территории

### Алемпоис
- Неизвестно

### Харью
- Неизвестно

### Ярвамаа
- Неизвестно

### Ляэнемаа
- Неизвестно

### Сааремаа
- Ylle
- Culle
- Enu
- Muntelene
- Tappete
- Yalde
- Melete
- Cake

### Сакала
- Лембиту (1211—1217)

### Уганди
- Неизвестно

### Вирумаа
- Kyriavanus
- Tabelinus

## Древнерусское государство

### Великие князья киевские
- Ярослав I (1030—1054)
- Изяслав I (1054—1061)

### Новгородские князья
- Ярослав I (1030—1034)
- Владимир Ярославич (1034—1052)
- Изяслав I (1052—1054)
- должность вакантна (1054—1055)
- Мстислав Изяславич (1055—1061)

## Рижское архиепископство
- Альбрехт фон Буксгевден (1208—1211)
- Альбрехт фон Буксгевден (1224—1228)

## Дерптское епископство
- Теодорик I (1211—1219)
- должность вакантна (1219—1220)
- Герман фон Буксгевден (1220—1247)
- должность вакантна (1247—1251)
- неизвестная личность (1251—1263)
- Александр (1263—1268)
- Фридрих фон Хасельдорф (1268—1288)
- Бернхард I (1289—1299)
- Дитрих II (1303—1312)
- должность вакантна (1312—1313)
- Николаус (1313—1323) (исполняющий обязанности)
- Энгельберт фон Долен (1323—1341)
- должность вакантна (1341—1342)
- Весцелус (1342—1344)
- должность вакантна (1344—1346)
- Йоханн I (1346—1373)
- Генрих I (1373—1377)
- должность вакантна (1377—1379)
- Дитрих III (1379—1400)
- должность вакантна (1400—1400)
- Генрих II(1400—1410)
- должность вакантна (1410—1411)
- Бернхард II Бюлов (1411—1413)
- Дитрих IV (1413—1440)
- должность вакантна (1440—1442)
- Бартоломеус (1442—1459)
- Гельмих фон Малленкродт (1459—1468)
- должность вакантна (1468—1468)
- Андрес Пепер (1468—1473)
- должность вакантна (1473—1473)
- Йоханн II (1473—1485)
- должность вакантна (1485—1485)
- Дитрих V (1485—1498)
- должность вакантна (1498—1499)
- Йоханн III (1499—1505)
- Герхард Шруве (1505—1513)
- должность вакантна (1513—1514)
- Йоханн IV (1514—1514)
- Кристиан Бомхауер (1514—1518)
- должность вакантна (1518—1518)
- Йоханн V, архиепископ Рижский (1518—1527)
- должность вакантна (1527—1532)
- Йоханн VI (1532—1543)
- должность вакантна (1543—1544)
- Йост фон дер Рек (1544—1551)
- должность вакантна (1551—1554)
- Герман II Везель (1554—1558)

## Эзель-Викское епископство
- Готфрид (1228—1229)
- должность вакантна (1229—1234)
- Генрих I (1234—1260)
- должность вакантна (1260—1262)
- Герман I (1262—1285?)
- должность вакантна (1285? — 1290?)
- Генрих II (1290? — 1294)
- должность вакантна (1294—1297?)
- Конрад I (1297? — 1307?)
- должность вакантна (1307? — 1310)
- Хартунг Гарттунгус (1310—1321)
- должность вакантна (1321—1322)
- Яков (1322—1337)
- должность вакантна (1337—1338)
- Герман II (1338—1362)
- должность вакантна (1362—1363)
- Конрад II (1363—1374)
- Генрих III (1374—1381)
- должность вакантна (1381—1385)
- Винрих фон Книпроде (1385—1419)
- должность вакантна (1419—1420)
- Каспар Шувенфлуг (1420—1423)
- должность вакантна (1423—1423)
- Кристиан Кубанд (1423—1432)
- должность вакантна (1432—1432)
- Йоханн I Шутте (1432—1438)
- должность вакантна (1438—1439)
- Людольф Грове (исполняющий обязанности) (1439—1449)
- Людольф Грове (исполняющий обязанности в Сааремаа); Йоханн II (в Ляэнемаа) (1449—1449)
- Людольф Грове (в Сааремаа); Йоханн II (в Ляэнемаа) (1449—1457)
- Людольф Грове (1457—1458)
- должность вакантна (1458—1458)
- Йоханн Вательканн (исполняющий обязанности) (1458—1463)
- Йоханн Вательканн (исполняющий обязанности); Ёдокус (епископ до 1460) (1463—1468)
- Ёдокус (1468—1471)
- должность вакантна (1471—1471)
- Петер Ветберг (1471—1491)
- Йоханн III Оргас (1491—1515)
- Йоханн IV (1515—1527)
- должность вакантна (1527—1527)
- Георг фон Тизенхаузен (1527—1530)
- должность вакантна (1530—1532)
- Рейнольд фон Буксгевден (1532—1541)
- Рейнольд фон Буксгевден (в Сааремаа; Вильгельм (исполняющий обязанности в Ляэнемаа) (1532—1534)
- Рейнольд фон Буксгевден (1534—1541)
- должность вакантна (1541—1542)
- Йоханн V фон Мюнхаузен (1542—1559)
- Магнус Ливонский (1559—1572)
- должность вакантна (1572—1573)

## Светские государи

### Древнерусское государство
- Ярослав I (1030—1054)
- Изяслав I (1054—1061)

### Российское государство
- Ива́н IV Васи́льевич, прозванный Гро́зным (11 мая 1558—1581)
- Пётр I Великий (9 августа 1704 — 28 января 1725)
- Екатерина I (28 января 1725 — 6 мая 1727)
- Пётр II (7 мая 1727 — 19 января 1730)
- Анна Иоанновна (4 февраля 1730 — 17 октября 1740)
- Иван VI (17 октября 1740 — 25 ноября 1741)
- Елизавета Петровна (25 ноября 1741 — 25 декабря 1761)
- Пётр III (25 декабря 1761 — 28 июня 1762)
- Екатерина II Великая (28 июня 1762 — 6 ноября 1796)
- Павел I (6 ноября 1796 — 11 марта 1801)
- Александр I (12 марта 1801 — 19 ноября 1825)
- Николай I (12 декабря 1825 — 18 февраля 1855)
- Александр II (18 февраля 1855 — 1 марта 1881)
- Александр III (1 марта 1881 — 20 октября 1894)
- Николай II (20 октября 1894 — 2 марта 1917)
- Колчак Александр Васильевич (18 ноября 1918 — 4 января 1920)

### Датское королевство
Правители Харью и Вирумаа:
- Вальдемар II (1219—1241)
- Эрик IV (1241—1250)
- Абель (1250—1252)
- Кристофер I (1252—1259)
- Эрик V (1259—1286)
- Эрик VI (1286—1320)
- Кристофер II (1320—1326)
- Вальдемар III (1326—1329)
- Кристофер II (1329—1332)
- междуцарствие (1332—1340)
- Вальдемар IV Аттердаг (1340—1346)[1]

### Ливонский орден[1]
Ландмейстеры Тевтонского ордена в Ливонии:
- Герман Балк (1237—1238)
- Дитрих фон Грюнинген (1238—1241)
- Андрес фон Вельвен (1241—1244)
- Гейнрих фон Геймбург (1244—1245)
- Дитрих фон Грюнинген (1245—1247)
- Андрес фон Стирланд (1247—1253)
- Эберхард фон Шейн (1253—1254)
- Анно фон Зангерсхаузен (1254—1257)
- Бурхард фон Хорнгаузен (1257—1261)
- Георг фон Эйхстадт (1261-…)
- Вернер фон Брейтхаузен (1261—1263)
- Конрад фон Мандерн (1263—1266)
- Отто фон Люттерберг (1266—1270)
- Андрес фон Вестфален (1271-…)
- Вальтер фон Нордек (1271—1273)
- Эрнст фон Рацбург (1273—1279)
- Герхард фон Кацельнбоген (1279—1280)
- Конрад фон Фейхтванген (1280—1282)
- Мангольд фон Штернберг (1282-…)
- Вильгельм фон Нирндорф (1282—1288)
- Конрад фон Хаццигенштейн (1288—1290)
- Галт фон Гоэлбах (1290—1293)
- Генрих фон Динкелае (1294—1295)
- Бруно (1296—1298)
- Готфрид фон Рогге (1298—1305)
- Веннемар I (1305—1306)
- Герхард фон Йорк (1307—1322)
- Конрад Кессельхут (1322—1324)
- Реймар Хане (1324—1328)
- Эберхард фон Монейм (1328—1340)
- Бюрхард фон Дрейлебен (1340—1345)
- Госвин фон Герик (1345—1359)
- Арнольд фон Витенгоф (1359—1364)
- Вильгельм фон Фримершейм (1364—1385)
- Робин фон Эльц (1385—1388)
- Иоанн фон Оле (1388—1389)
- Веннемар фон Брюггеней (1389—1401)
- Дитрих Торк (1413—1415)
- Зигфрид Ландер (1415—1424)
- Циссе фон Рутенберг (1424—1433)
- Франк фон Керсдорф (1433—1435)
- Генрих фон Бокенворде (1435—1437)
- Генрих Винк (1438—1450)
- Иоанн фон Менгеден (1450—1469)
- Иоанн Вольтус (1470—1471)
- Бернхард фон дер Борк (1471—1483)
- Иоанн Фрейтаг (1483—1494)
- Вальтер фон Плеттенберг (1494—1535)
- Герман фон Брюггеней (1535—1549)
- Иоанн фон дер Рек (1549—1551)
- Генрих фон Гален (1551—1557)
- Иоганн Вильгельм Фюрстенберг (1557—1559)
- Готхард Кетлер (1559—1561)

### Великое княжество Литовское и Королевство Польское

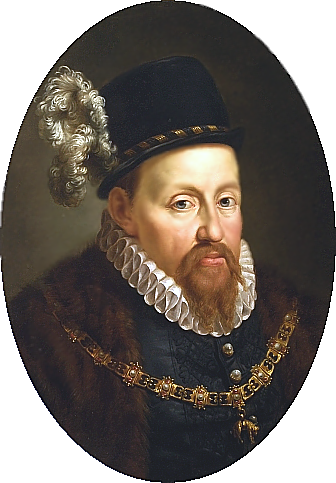
Сигизмунд II Август

В 1561 году в результате Виленской унии юго-западная часть современной Эстонии вошла в состав Великого княжества Литовского. В 1566 году его ливонские владения были преобразованы в Задвинское герцогство. В 1569 году Великое княжество Литовское и Королевство Польское образовали Речь Посполитую, а Задвинское герцогство стало их совместным владением (кондоминиумом).
Во время польско-шведской войны 1600—1629 годов часть Задвинского герцогства была занята шведами, и Речь Посполитая была вынуждена признать потерю этих земель, ставших известными как Шведская Ливония.
Правители Великого княжества Литовского и Королевства Польского, владевшие частью современной территории Эстонии:
- Сигизмунд II Август (1561—1572)
- Генрих Валуа (1572—1573)
- Стефан Баторий (1576—1586)
- Сигизмунд III (1587—1632)

### Шведские наместники
- Ларс Флеминг (1561—1562)
- Классон Горн (1562—1562)
- Сванте Штюр (1562—1564)
- Германн Флеминг (1564—1565)
- Классон Горн (1565—1568)
- Габриель Ктрнстессон (1568—1570)
- Ганс Бьорнссон (1570—1572)
- Клас Тотт (1572—1574)
- Понтус Делагарди (1574—1575)
- Карл Горн (1576—1578)
- Нильсон Финн (1576—1577)
- Бойе (1577—1580)
- Сванте Эрикссон (1580—1581)
- Бойе (1582—1583)
- Понтус Делагарди (1583—1585)
- Густав Габриельсон (1585—1588)
- Ханс Вахтмейстер (1588—1588)
- Густав Аксельссон (1588—1590)
- Эрик Габриельсон (1590—1592)
- Бойе (1592—1600)
- Карл Горн (1600—1601)
- Мориц Стенссон Лейонхуфвуд[эст.] (1601—1602)
- Нильс Бельке[эст.] (1605)
- Аксель Нильссон Райнинг[эст.] (1605—1608)
- Габриэль Бенгстон Оксеншерна (1611—1617)
- Якоб Делагарди (1619—1622)
- Пер Густавссон Банер[эст.] (1622—1626)
- Юхан Делагарди[эст.] (1626—1628)
- Филипп Шейдинг[эст.] (1628—1642)
- Густав (Габриельссон) Оксеншерна (1642—1646)
- Эрик Оксеншерна[эст.] (1646—1653)
- Вильгельм Ульрих[эст.] (1653—1655)
- Горн, Бенгт (1656—1674)
- Андрес Торстенссон[эст.] (1674—1681)
- Роберт Лихтон[эст.] (1681—1687)
- Нильс Бельке (1687)
- Делагарди, Аксель Юлиус (1687—1704)
- Вольмар Антон фон Шлиппенбах (1704—1706)
- Нильс Стромберг (1706—1709)
- Карл Густав Нирот (1709—1710)

### Российские наместники
- Баур, Родион Христианович (1710—1711)
- Меншиков Александр Данилович (1711—1719)
- Апраксин Фёдор Матвеевич (1719—1728)
- Фридрих фон Лёвен (1728—1736)
- Себастьян фон Манштейн (1736—1738)
- Густав Отто Дуглас (1738—1740)
- Левендаль, Ульрих Фридрих Вольдемар (1740—1743)
- Пётр Авгус Фридрих (1743—1753)
- Долгоруков, Владимир Петрович (1753—1758)
- Пётр Авгус Фридрих (1758—1775)
- Броун Юрий Юрьевич (1775—1792)
- Гротенгельм, Георгий Евстафьевич (1783—1786)
- Врангель, Андрей Иванович (1786—1797)
- Лангель, Андрей Андреевич (1797—1808)
- Ольденбургский Георгий Петрович (1808—1809)
- Ольденбургский Август-Павел-Фридрих (1811—1816)
- Икскуль, Борис Васильевич (1816—1819)
- Будберг, Богдан Васильевич (1819—1832)
- Эссен, Отто Васильевич (1832—1833)
- Бенкендорф, Павел Ермолаевич (1833—1841)
- Грюневальдт, Иван Егорович (1842—1859)
- Ульрих, Василий Корнилович (1859—1868)
- Галкин-Враской, Михаил Николаевич (1868—1870)
- Шаховской-Глебов-Стрешнев, Михаил Валентинович (1870—1875)
- Поливанов, Виктор Петрович (1875—1885)
- Шаховской, Сергей Владимирович (1885—1894)
- Скалон Евстафий Николаевич (1894—1902)
- Беллегарде Алексей Валерьянович (1902—1905)
- Николай фон Бюнтинг (1905—1906)
- Башилов, Пётр Петрович (1906—1907)
- Коростовец, Измаил Владимирович (1907—1915)
- Верёвкин, Пётр Владимирович (1915—1917)

### Временное правительство России
- председатель Львов Георгий Евгеньевич (15 марта — 21 июля 1917)
- премьер-министр Керенский Александр Фёдорович (21 июля — 7 ноября 1917)

#### Комиссар Всероссийского Временного правительства в Эстляндской губернии
- Поска, Иван Иванович (март 1917 — 27 октября (9 ноября) 1917)

### Германская империя

#### Династия Гогенцоллернов
- Вильгельм II (октябрь 1917 — 9 ноября 1918)

### Период революции 1917
- Анвельт Ян Янович (5 ноября 1917 — 4 марта 1918)

#### Земский совет
- Отто Штрандман (председатель Временного земского совета Эстляндской губернии) (15 (28) ноября 1917)

#### Совет старейшин
- (16 (29) ноября 1917 — 19 февраля 1918)

#### Комитет спасения
- Юри Вильмс, Юхан Кукк, Константин Пятс (члены Земского совета) (19 февраля 1918 — 20 февраля 1918)
- Юри Вильмс, Константин Коник, Константин Пятс (члены Земского совета) (20 февраля 1918 — 24 февраля 1918)

### Советская республика матросов и строителей
- Петриченко, Степан Максимович (декабрь 1917 — 26 февраля 1918)

### Временное Всероссийское правительство
- глава правительства — Н. Д. Авксентьев (4 ноября 1918 — 18 ноября 1918)

### Верховный правитель России
- Колчак Александр Васильевич (18 ноября 1918 — 4 января 1920)

## Эстонская республика

### Премьер-министрВременного правительства(1918—1919)
- Константин Пятс (24 февраля 1918 — 25 февраля 1918 (в 2-а часа дня в Таллин вошли немцы))
- Константин Пятс (27 ноября 1918 — 22 апреля 1919)

### Земский совет
- (20 ноября 1918 — 26 ноября 1918)

### Учредительное собрание
- Аугуст Рей председатель (23 апреля 1919 — 20 декабря 1920)

### Премьер-министры (1919—1920)
- Отто Штрандман (9 мая — 18 ноября 1919)
- Яан Тыниссон (18 ноября 1919 — 28 июля 1920)
- Адо Бирк (28 июля — 3 0 июля 1920)
- Яан Тыниссон (30 июля — 26 октября 1920)
- Антс Пийп (26 октября — 20 декабря 1920)

### Государственные старейшины(1920—1934)
- Антс Пийп (20 декабря 1920 — 25 января 1921)
- Константин Пятс (25 января 1921 — 21 ноября 1922)
- Юхан Кукк (21 ноября 1922 — 2 августа 1923)
- Константин Пятс (2 августа 1923 — 26 марта 1924)
- Фридрих Акель (26 марта 1924 — 16 декабря 1924)
- Юри Яаксон (16 декабря 1924 — 15 декабря 1925)
- Яан Теэмант (15 декабря 1925 — 9 декабря 1927)
- Яан Тыниссон (9 декабря 1927 — 4 декабря 1928)
- Аугуст Рей (4 декабря 1928 — 9 июля 1929)
- Отто Штрандман (9 июля 1929 — 12 февраля 1931)
- Константин Пятс (12 февраля 1931 — 19 февраля 1932)
- Яан Теэмант (19 февраля 1932 — 19 июля 1932)
- Каарел Ээнпалу (19 июля 1932 — 1 ноября 1932)
- Константин Пятс (1 ноября 1932 — 18 мая 1933)
- Яан Тыниссон (18 мая 1933 — 21 октября 1933)
- Константин Пятс (21 октября 1933 — 24 января 1934)

### Премьер-министры на посту старейшины (1934—1937)
- Константин Пятс (24 января 1934 — 3 сентября 1937)

### Президент-регент (1937—1938)
- Константин Пятс (3 сентября 1937 — 24 апреля 1938)

### Президенты (1938—1940)
- Константин Пятс (24 апреля 1938 — 21 июня 1940)
- Йоханнес Барбарус (21 июня — 21 июля 1940)

### Премьер-министры на посту президента (1940—1992)
- Юри Улуотс (21 июня 1940 — 9 января 1945)
- Аугуст Рей (9 января 1945 — 29 марта 1963)
- Александр Варма (30 марта 1963 — 23 декабря 1970)
- Тынис Кинт (23 декабря 1970 — 1 марта 1990)
- Генрих Марк (1 марта 1990 — 15 сентября 1992)

### Премьер-министры (с 1944)
- Отто Тииф (18 сентября 1944 — 12 января 1944)
- Йохан Сиккар
- Александр Варма
- Генрих Марк
- Энно Пенно

### ПредседательВерховного СоветаЭстонии(в составеСССР) (1990—1991)
- Арнольд Рюйтель (8 мая 1990 — 20 августа 1991)

### Председатель Верховного Совета Эстонии (1991—1992)
- Арнольд Рюйтель (20 августа 1991 — 6 октября 1992)

### Президенты (с 1992)
- Леннарт Мери (6 октября 1992 — 8 октября 2001)
- Арнольд Рюйтель (8 октября 2001 — 9 октября 2006)
- Тоомас Хендрик Ильвес (c 9 октября 2006)

### Балтийское герцогство
- Пилар фон Пильхау (9 ноября — 19 ноября 1918)

### Эстляндская трудовая коммуна
- Анвельт Ян Янович (29 ноября 1918 — 5 июня 1919)

### Эстонская ССР

#### ПредседателиПрезидиума Верховного Совета(1940—1988)
- Йоханнес Барбарус (21 июля 1940 — 29 ноября 1946)
- Ниголь Андресен (1946—1947)
- Эдуард Пялль (1947—1950)
- Август Михкелевич Якобсон (1950—1958)
- Иоган Гансович Эйхфельд (1958—1961)
- Мюрисепп Алексей Александрович (1961 — 7 октября 1970)
- Александр Янович Ансберг, (исполняющий обязанности; 1970)
- Артур Павлович Вадер (22 декабря 1970 — 25 мая 1978)
- Янголенко-Ваннас, Мета Вильямовна, (исполняющий обязанности; 1978)
- Йоханнес Густавович Кэбин (1978—1983)
- Арнольд Рюйтель (1983 — 16 ноября 1988)

#### ПредседательВерховного Совета(беспартийный)
- Арнольд Рюйтель (16 ноября 1988 — 8 мая 1990)